# زاساده (استان پودلاسکی)
زاساده (به لهستانی:  Zasady) یک روستا در لهستان است که در گمینا گرودک واقع شده‌است.